# Џендере (река)
Џендере је река у вилајету Адијаман на југоистоку Турске и десна је притока реке Кахта.
Још у античка времена је премоштена тако да и данас постоји Мост Септимија Севера (или Римски мост), који је саграђен за време римског цара Септимија Севера. Латински натпис на мосту реку назива Chabina(s). 